# Saint-Michel-les-Portes
Saint-Michel-les-Portes is een gemeente in het Franse departement Isère (regio Auvergne-Rhône-Alpes) en telt 171 inwoners (2005). De plaats maakt deel uit van het arrondissement Grenoble.

## Geografie
De oppervlakte van Saint-Michel-les-Portes bedraagt 21,4 km², de bevolkingsdichtheid is 8,0 inwoners per km².
De onderstaande kaart toont de ligging van Saint-Michel-les-Portes met de belangrijkste infrastructuur en aangrenzende gemeenten.

## Demografie
Onderstaande figuur toont het verloop van het inwonertal (bron: INSEE-tellingen).